# الحمرور (ماوية)

تعديل مصدري - تعديل

الحمرور  هي إحدى قرى مديرية ماوية بمحافظة تعز اليمنية، بلغ تعداد سكانها 455 نسمة حسب التعداد السكاني في اليمن في 2004.